# Haza (regény)
A Haza Tompa Andrea magyar író könyve, negyedik regénye. Megjelent a Jelenkor Kiadónál 2020 nyarán. 2021-ben elnyerte a Merítés-díjat széppróza kategóriában.

## Cselekménye
A regény központi alakja ötven év körüli író (írónő), nevét nem ismerjük. Friss jogosítvánnyal a zsebében 30 éves osztálytalálkozójukra indul, melyet nem itt, hanem szülőhazájában szerveztek. Fiatalon hagyta el az országot és most „otthonról elindul haza, oda, ahol már se ház, se szeretett arc, csak valamiféle múlt várakozik…” Mobilon megbeszélte fiával (a Fiúval), hogy miután visszajön, kirándulnak a Somlyóra. A 2010-es évek végén vagyunk. Két utasa most érkezett Amerikából: egykori osztálytársa, Ágó, és egy másik osztálytársuk (Kincső) amerikai lánya, Susan. A fesztelen kamaszlány egykedvű kérdésére: – And what's your story? (Mi a történeted?) – röviden, majd hosszabban felelget: – Író vagyok – mondja, bár jó ideje semmit nem írt, – hazamegyek… nagyon hiányzik... Azután gondolataiba mélyed, hiszen maga is a „történetén” töpreng. Az autóúton egyébként nem történik semmilyen rendkívüli esemény, és a találkozón sem. Nagyjából ennyi az úgynevezett cselekmény a regény jelen idejében.
Van azonban egy másik „út” is: visszafelé az időben, az ötven éves nő élettörténetében, „Via negativa” (fejezetcím, 49. o.) Ez a „cselekmény” a belsőben zajlik. A regény szövege többnyire egyes szám 3. személyben íródott, mégis átlelkesíti valamilyen személyes jelenlét. Olyan ez, mint egy folyamatos, bár éveken és országhatárokon átnyúló belső monológ. Néha túl is csordul benne az érzelem, megakasztva a történetet, legérezhetőbben talán a már régóta halott apáról szóló részekben. 
Mire megérkeznek a városba, ahol a találkozót tartják, már tudjuk, hogy a hősnő elsőgenerációs értelmiségi, aki a választott hazában szívós küzdelemmel építette fel magát. Egyetemen filozófia szakot végzett, ösztöndíjas volt Oroszországban. Közepes írónak tartja magát. Könyvei jelentek meg, az emigrációs irodalom foglalkoztatja, irodalmi estekre hívják otthon és konferenciákra külföldön, egy nagy szerelmet élt át Spanyolországban, többször megfordult Amerikában. És állandósult benne a nyugtalanság vagy nosztalgia, a sóvárgás az otthon után. (236. o.)
Már ismerjük a hátsó ülésen alvó barátnőt, Ágót is: fizikus és csillagász, akit az írónő Amerikában is meglátogatott; külföldön nagy karriert futott be, néha mégis elfogja őt valamilyen érthetetlen kétségbeesés. Az autóúton felvett másik osztálytársuk, Csaba valaha Svédországba került, ott taxizásból, kisszerű üzletelésből élt és nyugodt otthoni életről álmodott. Most épp kecskesajtüzeme van valahol, ezt hosszan magyarázza.
Arival együtt voltak ösztöndíjasok Oroszországban, irodalmi pályára készültek – emlékezik a hősnő. Ari azóta felhagyott az írással, az országokat váltogatva végül férjével egy skóciai szigetre költözött és épp a harmadik állampolgárságára vár. A nyelv nem érdekli már: „A nyelv egy börtön, fogság. Ami csak az anyanyelven van, az kudarc.” (172. oldal) Az osztálytalálkozó sem érdekli, nem is fog elmenni. Vagy talán mégis.
Már vagy tíz éve, hogy az írónő egy irodalmi estjén találkozott Edinával, aki nem hagyta el az otthont. Az egyetemen nyelvszakokat végzett, és a gyerekek születése után férjével nyelviskolát nyitottak. Jólétben élnek, a vállalkozás sikeres, külföldre alig utaznak. Edina az egykori kisegyház központosításáról, „az etnikai alapú vitákról mesél, a nyomorúságos egymás ellen fordulásról, amiben élnek.” (242. oldal)
A régi társak élettörténetében szinte mindig központi szerepe van az otthon elhagyásának, illetve az otthonmaradásnak: a kamaszkorban megrekedt Tomit a régi bulizások nosztalgiája élteti; Kincső a nagy állatvédő projektjébe temetkezik; a  hollandiai Kati/Kathrin energiáit leköti, hogy összehozza ezt a találkozót; Nemo, azaz Zsolt valamelyik skandináviai szigeten segédápoló és alkoholbetegségét igyekszik kordában tartani; Rita „élőben” jelentkezik be a találkozóra egy másik országból, ahonnan most is épp költözni kénytelenek, ezért nem is tudott eljönni.
Megtartják a találkozót étellel, itallal. A kivetítőn mindenki bemutatkozik. Az írónő elmondja gondosan fogalmazott tízperces beszédét, amire korábban megkérték. „És miközben beszél, felpillant, körülnéz. Jó látni titeket… És a közös történetről beszél. Harminchatból huszonhárman elmentek, tizenhárman maradtak. Ezek a számok.” (407. o.) Az utolsó napon az írónő még egyszer meglátogatja az idős, demens Tanítónőt, majd visszaindul. 
Néhány érdekes párhuzam is kínálkozik a történetben: ahogy az írónő fia szüntelenül faggatózik, állandó kapcsolat van közöttük, mégis távolítja magától anyja történeteit („csak a lényeget mondd”), ugyanúgy a kamaszlány, Susan is érdeklődik, bár csak felületesen, de már ő is elhatárolódik a szülők világától („It's Kincső's business. Ez az anyja ügye”). Egy másik párhuzam: „az elment”, illetve „a maradó” idős értelmiségieket képviseli a regényben egyfelől a kórházban haldokló emigrált Festő, akinek képeit „szakadatlan gyász” jellemzi, hiszen úgy érzi, számára az otthon elveszett; másfelől az idős Tanítónő alakja, aki nem hagyta ugyan el otthonát, mégis a demenciával élők ismert vágyakozásával ismételgeti: „Haza akarok menni.”
A „belső monológ” része természetesen a Fiú is, az ő félig már felnőtt fia, aki egyre csak kérdez, de a múlt részletei nem érdeklik, csakis a lényeget szeretné hallani. Otthon, a Somlyón tett hajnali kirándulásukkal fejeződik be a könyv, ahol felcserélődnek a szerepek: a Fiú bíztatja anyját, hogy bátran induljon már el a lejtőn. „Ő majd lenn elkapja, ha kell.”

## Recenziók, értelmezések
A könyvről megjelent recenziók többnyire összehasonlítják a Hazát az író három korábbi regényével és egyöntetűen arra jutnak, hogy nagyon jelentősen különbözik azoktól. 
Idézet a szerző egyik interjújából: „Az osztálytalálkozó helyzete olyan, mint egy nagy panoráma… Ami újdonságszámba mehet a Haza esetében az, hogy ezeknek az emberközti kapcsolatoknak a mélyére akartam látni egy ilyen, az életben felületes helyzetben is. Engem a panoráma, a nagykép érdekelt. Egy felvonuláshoz tudnám hasonlítani, ahol számít mindenkinek a jelenléte, de az összhang, amit együtt mutatnak fel a szereplők, az a meghatározó élmény.

### A műfajról
- Bódi Katalin: „Tompa Andrea az utazási regény műfajához közelíti Haza című művét”; elbeszélőtechnikája (az „áttetsző tudat technikája”) „egyszerre enged közel a figura gondolataihoz, érzelmeihez, s idegenít el tőlük a kívülről szemlélés távolságtartásával és kontrolljával.”
- Csáki Judit: „Nem esszéregény, noha a gondolatfutamok esszéisztikusan fonódnak egymásba; nem is fejlődésregény, noha az időben végrehajtott „oda-visszázás” a főhős hazáról való gondolkodásának stációit is megmutatja; én, csak amúgy saját használatra, társalkodókönyvnek neveztem, mert hát végigtársalogtam a szerzővel ezt a majdnem ötszáz oldalt.”
- Visy Beatrix: „Valójában az utaztató regénynek és az esszéregénynek sajátos változatát hozta létre a szerző. Az esszészerűség jól illik a folyamatos közelítéshez, lezáratlansághoz, ahhoz, hogy végül is nincsenek válaszok. Az esszé eredeti jelentése, a próbálkozás, a közelítés, a körüljárás, nagyon passzol ide.”

### A regény értelmezési lehetőségeiről
- Deczki Sarolta: „A haza egyrészt konkrét helyet jelent, ahol az ember otthon érzi magát, másrészt egy irány is, ahová tartok éppen. A regény nagyon jól játszik ezzel. Utaztató regényről van szó, egy olyan útról, ami egyszerre külső és belső, autóval utazik haza a főhős az osztálytalálkozóra. Innentől kezdve beindul a tudatfolyam, az idegenségnek és az otthonosságnak megvan a dialektikája. Hol vagyunk otthon? Mi az idegenség? Lehetséges-e idegenben otthon lenni?”

- Károlyi Csaba az utaztató regény témáját egy másfajta „úttal”, az életúttal egészíti ki: „Olyan értelmezés is lehetséges, hogy ez életúttörténet. A hősnő eljön otthonról, karriert csinál, utazik erre-arra, majd úgy ér véget a mű, hogy a már felnőtt fiával elmennek napfelkeltét nézni, és odafelé már a Fiú vezet.”

- Fenyő Dániel: „Az emigráció lélektana időtől és tértől független. A regény központi kérdése tehát nem az, hogy milyen társadalmi és történeti keretek között emigrál valaki, mitől lesz idegen vagy haza nélküli, hanem az, hogy mindezt miként éli meg, legfőképp pedig, hogy ennek minősége egy külső szemlélő számára miben nyilvánul meg.”

- A Haza „az útkeresések, a hazakeresések könyve” – írja Vörös Gergely. „…[A] regényt mélyen áthatja a nosztalgia. A vágyódás egy olyan hazába, ami, ha valaha létezett is, mostanra teljesen megszűnt. … Voltaképpen a regény főhősének oda-vissza útja az új és a régi haza között ezt a vágyódást hivatott leírni és leküzdeni: egy út a jelenbe. Hiszen nem csupán földrajzilag volt távol, hanem a múlt terhével is szembe kellett néznie.”

### További vélemények, részletek
Az ÉS-kvartett beszélgetésben és a recenziókban is többen zavarónak tartották, hogy az általánosítás igénye miatt a regényben szándékosan nincs megnevezve a két haza (Magyarország és Románia), sem néhány fontos alak (a Fiú, a Festő, a Tanítónő).
A beszélgetésben ketten is megjegyezték, hogy „az esszéisztikus, kultúrtörténeti, irodalomtörténeti betétek” néha megnehezítették az olvasást. Ott hangzott el az is, hogy mivel a főszereplő egy író, ez a „túlságosan specifikus élethelyzet” akadályozza, hogy a haza és a nyelv problémája általánosan is befogadható legyen. 
Bódi Katalin „összességében kiforratlannak” érzi a regényt. Gyakori, hogy „a főszereplő gomolygó gondolatai sajnos túlmagyarázzák és közhelyesen közvetítik az említett … eseményekhez való viszonyt. A látás mint a megfigyelés és a(z ön)megértés aktusának meghatározása is a leegyszerűsítő aforizmatikusságban reked meg.”
Vigh Levente kritikájában többnyire negatívumokat említ. Szerinte a regény kulcsfogalma az idegen, az idegenség, és ezt „általában nem kibontakoztatja, hanem igyekszik értelmét és jelentőségét az olvasóba diktálni... És sajnos találni példát jócskán túlírt mondatokra is.” A könyvben „feltűnően sok az üresjárat” és ettől vontatottá válik az elbeszélés. Bódi Katalinnal egyezően „aforizmatikus közhelyek”-ről ír (és példaként is épp ugyanazt a szemüveg-szöveget idézi a 13–14. oldalról).
Deczki Sarolta a könyv címének jelentőségét emeli ki: „Tompa Andrea egy hatalmas tétet már lerakott azzal, hogy Haza lett a regény címe. Pont azért választotta ezt a geográfiailag és politikailag is nagyon megterhelt szót, hogy visszavegye a hazug diskurzustömegből.”
Szolláth Dávid: „Nagy magabiztossággal elkerüli a lapos politikai aktualitásokat. Ugyanakkor elképesztően jó figurák vannak, viszonylag kevés eszközzel megrajzolva… Realista típusok ezek, jól vannak egyénítve, jót tesznek az olvasásnak. Miközben nagyon újító és nagyon kísérletező kedvű műről van szó, a konvencionális esztétikai normáknak is jól megfelel.”